# ERDL

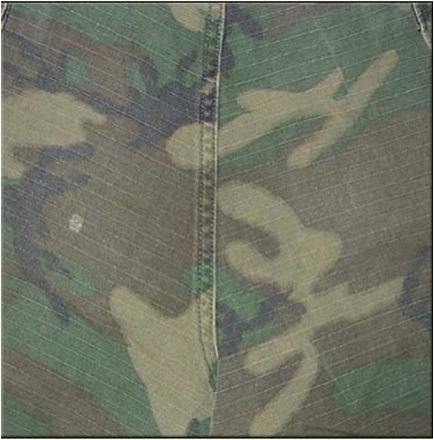
Patró ERDL (segona versió, dominància bruna)

El patró ERDL és un patró mimètic estatunidenc, de la familia  clapejada, que consta d'un fons clar, amb clapes marró fosc i verd intens que suggereixen fulles desenfocades, més clapes negres que suggereixen branquillons. Presenta dues variants en funció del color del fons, que és verd pàl·lid en la primera (lowland ERDL o lime ERDL) i caqui pàl·lid en la segona (highland ERDL o brown ERDL).
Així mateix, l'ERDL és un subgrup de patrons del grup de fullatge. Constitueixen el subgrup l'ERDL estatunidenc fundacional i els nombrosos patrons que n'han derivat arreu del món.
El present article tracta ambdues accepcions.

## Naixença: l'ERDL estatunidenc
El nom del patró és el de la institució que el dissenyà: el Laboratori de Recerca i Desenvolupament dels Enginyers de l'Exèrcit dels EUA (US Army Engineer Research and Development Laboratory, ERDL). Als EUA aquest patró és més conegut pel sobrenom col·loquial de leaf ('fulla') o de leaf patern ('patró [de] fulla').
El patró ERDL fou dissenyat el 1948, però tingué una existència pràcticament virtual fins al 1967, en què començaren a distribuir-se uniformes i equipament en patró ERDL a les tropes estatunidenques desplegades al Vietnam; no pas a totes, sinó exclusivament a l'elit formada per forces especials i marines.
Originàriament el fons del patró era verd pàl·lid. En el moment de distribuir les peces, a partir de 1967, vora aquesta variant originària existia també una segona variant, en què el fons era caqui pàl·lid. Curiosament, no sembla que la intendència discriminés entre ambdues variants, les quals distribuïa indistintament, i sovint barrejades. Amb tot, els combatents sí que hi apreciaren qualitats diferents, i els atribuïren els noms amb què es coneixen avui: 
- la primera variant fou anomenada lime patern ('patró llima') pel color del fons, i també lowland pattern ('patró de les terres baixes') perquè, per la dominància verda, era especialment adequada per a la jungla.
- la segona variant fou designada brown pattern ('patró marró') per la dominància bruna, i també highland pattern ('patró de les terres altes') perquè aquesta tonalitat s'adeia sobretot al medi muntanyós.

Conclosa la Guerra del Vietnam, el patró ERDL continuà vigent al si dels marines i en alguna unitat de l'exèrcit, però rellegat a un ús pràcticament marginal.
El 1981 el patró ERDL, en la versió estatunidenca, pràcticament s'extingeix en generar el patró woodland (vegeu més avall).

## Influx universal: grup de fullatge i subgrup ERDL
El patró ERDL ha tingut un influx enorme en l'evolució mundial dels patrons mimètics i, doncs, de la uniformologia contemporània: fou l'element fundacional del grup de patrons de fullatge; tots els altres membres d'aquest grup tan populós són còpies, imitacions, variants, adaptacions o derivacions, directes o indirectes, del patró ERDL originari.
Aquest influx s'ha realitzat per via directa, mitjançant l'emulació del patró estatunidenc per part d'altres exèrcits, sovint en forma més o menys adaptada; el conjunt de tots és el que constitueix el subgrup ERDL del grup de patrons de fullatge. Els especialistes saben discernir quins patrons de fullatge deriven de l'ERDL i no del woodland; el criteri principal sembla ésser la grandària relativa de les clapes, potser combinada amb la data de naixença.
L'influx més decisiu de l'ERDL, emperò, s'ha realitzat, sobretot, per via indirecta, és a dir, mitjançant el woodland. El patró woodland, en efecte, no és sinó el resultat de sobredimensionar d'un seixanta per cent la variant highland del patró ERDL. D'ací sorgiria el subgrup woodland, que completaria i augmentaria exponencialment el grup de fullatge.